# Родело
Родело (итал. Rodello) је насеље у Италији у округу Кунео, региону Пијемонт.
Према процени из 2011. у насељу је живело 593 становника. Насеље се налази на надморској висини од 528 м.

## Становништво
Према резултатима пописа становништва 2011. у општини је живело 1.004 становника.
| 1931. | 1936. | 1951. | 1961. | 1971. | 1981. | 1991. | 2001. | 2011. |
| ----- | ----- | ----- | ----- | ----- | ----- | ----- | ----- | ----- |
| 825   | 820   | 770   | 568   | 616   | 708   | 811   | 908   | 1.004 |